# Моторостроитель (дворец культуры, Уфа)
Дворец культуры «Моторостроитель» (ранее — Уфимского моторостроительного производственного объединения; разг. — «Машинка») — действующий дворец культуры на площади Машиностроителей, возле Первомайского парка, в Черниковке города Уфы. Культурный центр Калининского района.
Является вторым крупным Дворцом культуры Черниковки после Дворца культуры имени С. Орджоникидзе. До 1969 культурным центром Уфимского моторного завода являлся Дом культуры имени М. И. Калинина.
Ранее возле Дворца культуры на площади Машиностроителей находился фонтан «Полёт» со скульптурой мальчика и лебедя.

## Описание
Имеет зрительный театральный зал на  850 мест, кинозал — на 654, лекционный зал — на 60, и спортивный зал площадью 400 м2; комнаты для кружковой работы и гримёрные, салон для отдыха. Площадь — 10608,8 м2.
Действуют 14 коллективов самодеятельного художественного творчества и 8 клубов по интересам: ансамбли «Байрам», «Энже», «Сувенир», «Подснежник», также ранее действовал ансамбль «Забава» (ныне при ансамбле «Мирас»); хор «Раздолье», вокальная студия «Сулпан», балетная студия «Виртуоз». Ежегодно проводятся выставки кактусов клуба кактусоводов и фиалок.

#### Архитектура
Построен в стиле советского модернизма по проекту А. В. Тарасова. Дворец культуры, которым завершается Первомайская улица, является доминантой площади Машиностроителей.
Над главным входом — панно «К солнцу» М. К. Якубова и Б. Д. Фузеева (1967–1969), выполненное чеканным рельефом.
На боковом фасаде здания и интерьерах размещены мозаика и фрески Л. В. Кузнецова, Л. Я. Круля, С. А. Литвинова, Р. С. Нафикова, В. П. Пустарнакова, керамическое панно Т. М. Нечаевой (все 1969), а также граффити «Радиопульс» Р. Мураткина (2022).

## История
Фундамент Дворца культуры моторостроителей Уфимского моторного завода заложен в 1952 на площади (ныне — Машиностроителей), которой заканчивалась Первомайская улица в городе Черниковске.
По первоначальному проекту будущее здание должно было быть точно таким же, как и Дворец культуры имени С. Орджоникидзе Уфимского нефтеперерабатывающего завода на площади Орджоникидзе (проект утверждён в 1950, построен в 1952–1955). Тем самым, Первомайская улица начиналась и заканчивалась бы площадями с одинаковыми дворцами культур. Но строительство остановилось.
На одном из совещаний, директор УМЗ М. А. Ферин, как депутат Верховного Совета СССР, дал обещание построить его. Автором нового проекта, который отличался оригинальностью и смелым по тем временам решением, стал архитектор А. В. Тарасов.
Построен в 1965–1969 на средства УМЗ строительным трестом № 3. Активное участие в строительстве принимали сами заводчане (в том числе на субботниках), которые выполнили почти половину всех строительных работ. Открыт в 1969. К открытию заводской поэт И. Дядиченко сочинил стихотворение.
В 2012 Дворец культуры полностью технически переоснащён.
В 2020 Уфимское моторостроительное производственное объединение передало Дворец культуры в собственность Администрации города Уфы.

## Руководство
- 1968–1972 — В. Ананьев[3]
- 1972–2002 — Лев Ефимович Пайкин[3][18]
- 2002 — ? — Ольга Калева[3]
- ? — Владимир Лысенко[19]
- ? — по настоящее время — Артур Явдатович Бакиров